# Источна Тракија
Источна Тракија (тур. Doğu Trakya, или једноставно Trakya; грч. Ανατολική Θράκη; буг. Източна Тракия), такође позната и као Турска Тракија или Европска Турска, је дио савремене Турске која је географски дио југоисточне Европе, смјешетен у источном дијелу историјске области Тракија. Област укључује вилајете Једрене, Киркларели и Текирдаг, као и европске дијелове вијалета Истанбул и Чанакале.

## Географија
Источна Тракија захвата површину од 23.764  (3% укупне површине државе) и има око 10 милиона становника (око 12% укупног броја становика државе), густина становника је 420 ст./, што је неколико пута више од просјека азијског дијела Турске (80 ст./), која се још назива Анадолија. Европски и азијски дио је раздвојен Дарданелијем, Босфором (заједно називани Турски мореузи) и Мраморним морем, дужином од 361 km. Југоисточни дио Источне Тракије се зове Галипоље. Европска Турска се граничи са Грчком на западу дужином од 212 km и са Бугарском на сјеверу дужином од 269 km, са Егејским морем на југозападу и Црним морем на сјевероистоку.